# Hopp-Frosch

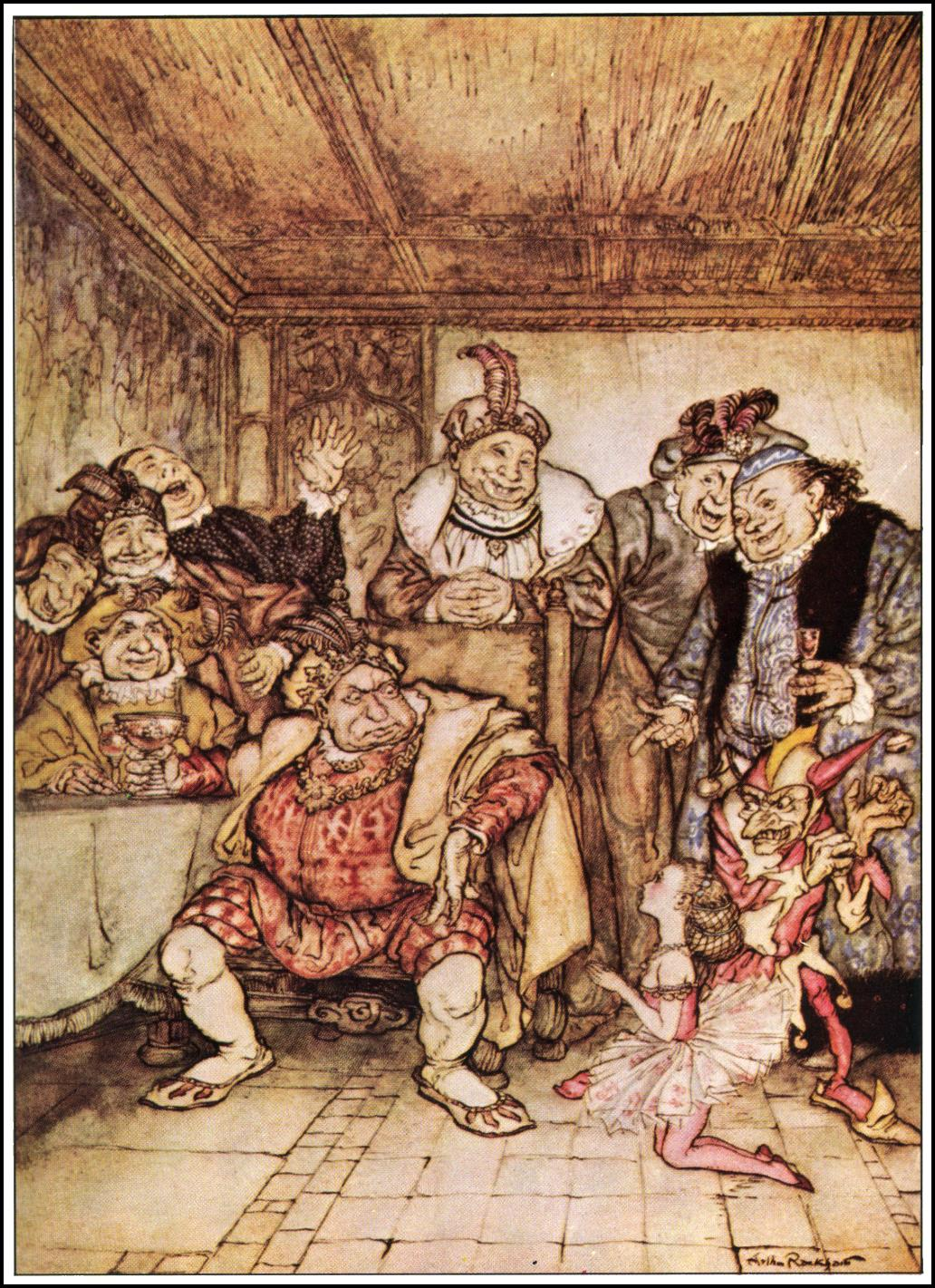
Illustration zu Poes Hop-Frog von Arthur Rackham, 1935

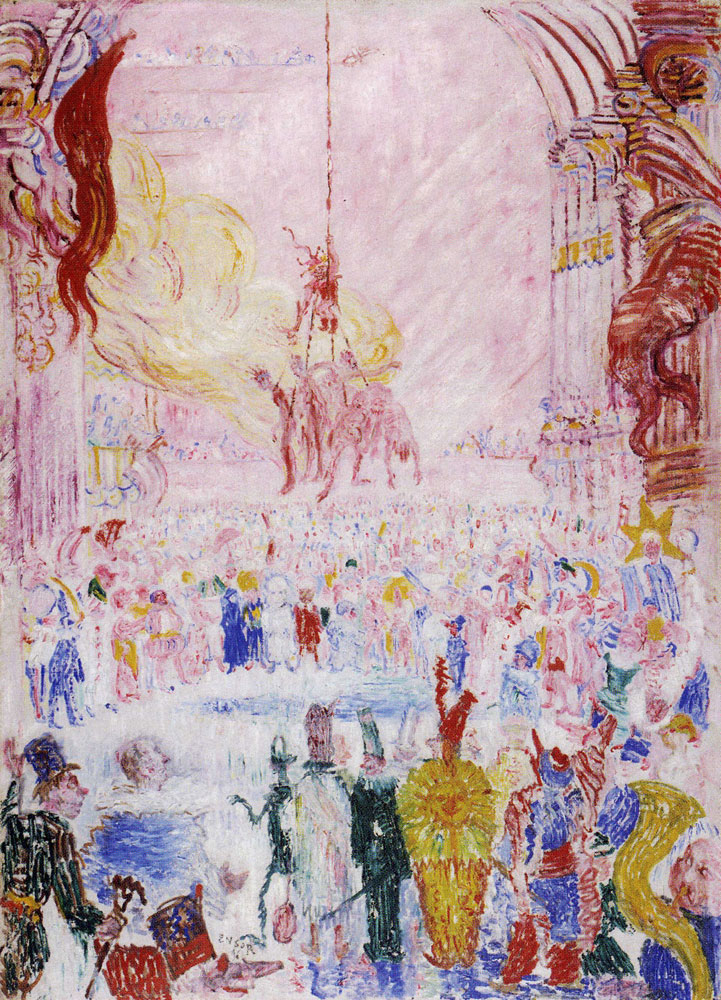
La Vengeance de Hop-Frog, James Ensor, 1896

Hopp-Frosch (im Original Hop-Frog; Or, the Eight Chained Ourangoutangs) ist eine am 17. März 1849 in The Flag of Our Union erstmals erschienene Erzählung von Edgar Allan Poe, die von der makabren Rache zweier Benachteiligter handelt.

## Handlung
Ein General schenkt seinem König einen Zwerg, der aus „irgendeiner barbarischen Region“ stammt, „von der noch nie ein Mensch zuvor vernommen hatte“. Der Zwerg kann sich auf seinen schwächlichen Beinen nur so schwerfällig fortbewegen, dass die sieben Minister des Königs ihm den Spitznamen Hopp-Frosch beilegen. Wie zum Ausgleich hat Hopp-Frosch aber äußerst kraftvolle Arme. Zum Geschenk des Generals gehörte auch ein Mädchen mit Namen Tripetta. Es stammt aus demselben unbekannten Land, ist auch zierlich, aber anmutig, kann tanzen und wird von allen verhätschelt. Verbunden durch die gemeinsame Herkunft und ihre Kleinheit, freunden sich Hopp-Frosch und Tripetta miteinander an. Der König, ebenso beleibt wie seine fetten sieben Ratgeber, liebt derbe Scherze und macht Hopp-Frosch zu seinem Narren. Als ein Maskenball bevorsteht, soll Hopp-Frosch ihm und seinen sieben Ratgebern eine noch nie dagewesene Maskierung empfehlen. Als Hopp-Frosch nichts einfällt, zwingt der König den Widerwilligen zu trinken. Als er ihm noch ein zweites volles Weinglas aufzwingen will, bittet Tripetta demütig, ihrem Freund, der den Wein nicht verträgt, die Qual zu ersparen. Wütend über ihre Anmaßung, schüttet der König ihr den Wein ins Gesicht. Jetzt endlich fällt Hopp-Frosch ein, wie sich die acht Würdenträger maskieren können: Als Orang-Utans! Die Aussicht, damit großen Schrecken, vor allem bei den Damen, zu erzeugen, begeistert die Minister. Sie lassen sich Trikots überziehen, die mit Teer bestrichen werden, darauf wird Werg geklebt. Dann bindet Hopp-Frosch sie mit einer Kette im Kreis zusammen, fügt aber zwei Ketten hinzu, die den Kreis rechtwinklig schneiden. Im Festsaal ist der große Kronleuchter aus der Kuppel entfernt worden, nicht aber die Kette, an der er hing. Als der König und seine Minister nun zum großen Schrecken des Publikums in ihrer Verkleidung auftreten, befestigt Hopp-Frosch das Kettenkreuz unversehens am Haken der Kronleuchterkette, die über das Dach durch ein Gegengewicht beweglich ist. Hopp-Frosch lässt die acht Maskierten hoch empor ziehen, besorgt sich eine Fackel, springt mit hinauf und zündet das Bündel der Hängenden an, die schnell in hellen Flammen stehen und verbrennen. Hopp-Frosch entkommt über das Dach; weder er noch Tripetta werden je wieder gesehen.
Die Inhaltsangabe beruht auf der Übersetzung von Hans Wollschläger.

## Deutung
Hervey Allen deutete die Erzählung als Allegorie: Dichterische Erfindungskraft (Hopp-Frosch) und Phantasie (Tripetta) verbünden sich gegen die Prosaik des Alltags und des Geldverdienenmüssens (der König und seine Minister). Marie Bonaparte sieht den kleinen Ödipus am Werk, der seinen (Zieh)Vater tötet, in Tripetta erblickt sie die sylphidenhafte Inkarnation von Poes früh gestorbener Mutter. Die exotische Herkunft von Hopp-Frosch und Tripetta verweist auch auf eine Struktur, in der die versklavten Kolonisierten gegen ihre anmaßenden Herren zurückschlagen.

## Entstehung
Die Erzählung ist angeregt durch den von Jean Froissart berichteten Bal des Ardents. Freilich fangen dort die Maskierten nur durch Zufall Feuer. Poe schrieb im Februar 1849 an Annie Richmond: „Die fünf Seiten Prosa, die ich gestern beendet habe, heißen – was glauben Sie? – Ich bin sicher, dass Sie es nie erraten werden – ‚Hopp-Frosch’! Stellen Sie sich vor, dass Ihr Eddy eine Geschichte schreibt, die einen solchen Titel hat: ‚Hopp-Frosch’! Sie werden nach dem Titel, dessen bin ich sicher, niemals das fürchterliche Sujet erraten.“ Hopp-Frosch verabschiedet sich von seinem Publikum mit den Worten: „Was mich betrifft, so bin ich einfach bloß Hopp-Frosch, der Spaßmacher – und dies ist mein letzter Spaß.“ Acht Monate, nachdem Poe dies geschrieben hatte, starb er. Die Erzählung kann deshalb auch als Abschied und Vermächtnis des Dichters gelesen werden vergleichbar mit Shakespeares Romanze Der Sturm.

## Deutsche Übersetzungen (Auswahl)
- 1861: unbekannter Übersetzer: Hüpffrosch. Scheible, Stuttgart.
- um 1900: Johanna Möllenhoff: Die schwarze Katze. Reclams Universal-Bibliothek, Leipzig.
- 1901: Hedda Moeller und Hedwig Lachmann: Froschhüpfer. J.C.C. Bruns, Minden.
- 1909: Bodo Wildberg: Poggehupp. Buchverlag für das Deutsche Haus, Berlin.
- ca. 1920: Carl Wilhelm Neumann: Huppefrosch. Reclams Universal-Bibliothek, Leipzig.
- 1922: M. Bretschneider: Der Froschhüpfer. Rösl & Cie. Verlag, München.
- 1922: Gisela Etzel: Hopp-Frosch. Propyläen, München.
- 1923: Wilhelm Cremer: Die Rache des Zwerges. Verlag der Schiller-Buchhandlung, Berlin.
- ca. 1925: Bernhard Bernson: Hopp-Frosch. Josef Singer Verlag, Straßburg.
- ca. 1930: unbekannter Übersetzer: Froschhüpfer. Fikentscher, Leipzig.
- 1945: Marlies Wettstein: Hoppefrosch. Artemis, Zürich.
- 1953: Günther Steinig: Hüpffrosch. Dietrich’sche Verlagsbuchhandlung, Leipzig.
- 1966: Hans Wollschläger: Hopp-Frosch. Walter Verlag, Freiburg i. Br.
- 1989: Erika Engelmann: Froschhüpfer. Reclams Universal-Bibliothek, Stuttgart.
- 1989: Heide Steiner: Hopp-Frosch. Insel-Verlag, Leipzig.